# Bacillus cereus
Bacillus cereus (o Bacillus cereus sensu stricto) és un eubacteri grampositiu oportunista pertanyent al fílum dels Firmicutes. Presenta un genoma del voltant d'unes 5,75 megabases (Mb) que codifica unes 5.630 proteïnes i, com la resta de Firmicutes, presenta un baix percentatge de guanosina i citosina (%GC), del 35% aproximadament.
Pertany al grup anomenat també pel mateix nom: Bacillus cereus (grup), que comprèn vuit espècies diferents de Bacillus, patògenes i no patògenes, entre les quals destaquen Bacillus anthracis, Bacillus thuringiensis i Bacillus cereus.
Aquest bacteri és ubic; viu en diferents tipus d'ambients, i pot resistir condicions ambientals adverses, perquè, com altres membres de la seva família, pot formar endòspores de resistència, inactives metabòlicament i no reproductives.
Bacillus cereus pot causar dos tipus d'intoxicacions alimentàries que poden acabar sent greus: diarreiques i emètiques. A més, diferents soques del bacteri poden causar altres malalties no relacionades amb els aliments, com ara infeccions oculars o malalties sistèmiques.

## Història
Bacillus cereus va ser aïllat per primer cop el 1887 per Grace C. Frankland i Percy F. Frankland, a partir de l'aire d'un estable. L'any 1906 va causar un important brot gastrointestinal a un centre de salut, però fins a l'any 1950 no va ser reconegut com a agent etiològic de malalties gastrointestinals. El microbiòleg noruec Steiner Hauge, que havia investigat quatre brots d'intoxicació alimentària de 1947 a 1949, amb un total de 600 persones afectades, va descobrir que en tots els casos l'origen de la intoxicació era una salsa de vainilla que contenia midó amb espores de Bacillus cereus. Hauge va arribar a trobar unes 10.000 espores del bacteri per gram de midó. Per provar que es complien els postulats de Koch i que, per tant, el bacteri era la causa de la síndrome diarreica, ell mateix va ingerir un cultiu de la soca que havia aïllat del midó de la salsa de vainilla. I, com esperava, al cap de poc temps —13 hores— va començar a patir els símptomes de la intoxicació alimentària: dolor abdominal, diarrea i tenesme rectal.

### Epidemiologia
De 2010 a 2017 els casos de toxiinfeccions per Bacillus cereus van augmentar de manera exponencial a Europa. El 2018, B. cereus va ser el quart agent patogen dins la categoria dels aliments amb un nombre més gran de casos; es trobava seguint a Salmonella spp., Norovirus i Clostridium perfringens. També va ser la cinquena causa d'hospitalització, per darrere de Salmonella, el virus de l'Hepatitis A, Trichinella i Staphylococcus.
La baixa incidència de les intoxicacions per B. cereus fa que no siguin de declaració obligatòria. Tot i això, als països membres de la Unió Europea, l'any 2018 es van registrar 31 brots amb un total de 1.539 casos, la taxa es va situar a 0,02 casos per cada 100.000 habitants. Els brots declarats estaven tots relacionats amb el consum d'aliments mixtos i d'origen animal, especialment carnis. A Espanya, es van comunicar 12 brots amb una taxa del 7,2 per cent d'hospitalitzacions i un 0,1 per cent de mortalitat.

## Ecologia
Bacillus cereus és un bacteri habitant natural del sòl, tot i que no només pot trobar-se, aïllar-se i identificar-se des d'aquest. Es pot trobar en una gran varietat d'hàbitats i ambients gràcies a la seva esporulació i motilitat. Així doncs el trobem en diferents materials inerts, aliments i organismes vius com insectes, plantes (fins i tot a les arrels), nemàtodes i en humans. Per tant, es tracta d'un bacteri ubiqüitari.
A més, la seva capacitat de viure a una gran varietat de nínxols ecològics, es pot veure reflectida en el polimorfisme genètic que existeix en les diferents soques de Bacillus cereus.
Una de les característiques ecològiques més interessants d'aquesta espècie és la seva formació de biofilms, els quals es creu que presenten un paper principal en la seva distribució ubiqüitària i la seva persistència en els ambients. De fet, B. cereus presenta també una gran varietat de biofilms els quals difereixen entre ells en la seva arquitectura i els mecanismes de formació. Aquesta diversitat estructural dels biofilms també es tracta d'una característica taxonòmica per la seva distribució filogenètica.

### Biofilms
B. cereus, així com les altres espècies patogèniques del grup Bacillus cereus, pot formar biofilms de manera natural, similars als de B. subtilis. Aquests es poden trobar a l'ambient en forma de pel·lícules flotants o adherides a substrats tant abiòtics com biòtics.
Els biofilms representen un gran problema per les mesures sanitàries que es porten a terme tant en empreses com en hospitals, ja que es poden formar en diferents superfícies i substrats, i són molt difícils d'eliminar.
La formació d'aquestes estructures bacterianes es veu involucrada en l'adaptació del microorganisme a l'ambient que colonitzen. Així i tot, diversos estudis de la formació de biofilms en B. cereus i B. thuringiensis han observat que no existeix cap correlació entre l'habilitat per formar biofilms i l'origen de la soca que analitzen (patogen d'aliments, patogen sanitari, sapròfit...). S'ha vist que també poden aprofitar biofilms ja existents per a mantenir-se protegits i sobreviure.
A diferència de B. subtilis, B. cereus presenta una estructura de biofilm a la interfase aire-líquid amb protuberàncies en comptes de plecs. Aquestes diferències poden ser degudes a la forta adhesió que presenta el biofilm en estructures abiòtiques i, potser, per la varietat de polímers que pot presentar cada matriu en específic.

#### Matriu
Els biofilms, en general, estan envoltats per una substància més aviat viscosa anomenada matriu. Aquesta està formada per polisacàrids, DNA i proteïnes. B. cereus presenta tots tres components i, comparteix homologies genètiques amb Bacillus subtilis en la formació d'aquests. Per la síntesi de polisacàrids presenten un operó anomenat eps a B. cereus i epsA-O a B. subtilis.
El DNA extracel·lular ajuda a l'adhesió en superfícies abiòtiques com podria ser el vidre o el plàstic, mentre que els polisacàrids i les proteïnes presenten un paper més aviat antigènic i involucrat en el transport actiu de nutrients i toxines.

#### Rol dels flagels
Els flagels porten a terme una funció essencial per la formació dels biofilms, afecten la seva formació, prevalença, transport actiu de nutrients, i expansió en les superfícies.
Així doncs, als biofilms trobem una gran heterogeneïtat tant fisiològica com morfològica. Tot i que la formació de cèl·lules flagel·lades és menor durant el creixement en massa, volum i superfície del biofilm, aquestes cèl·lules mai no deixen de formar-se. Això és per la difusió limitada de nutrients i de molècules senyal al seu interior, la qual provoca la formació de microambients regits pel quòrum sensing bacterià local, resultant en una distribució espacial heterogènia de bacteris amb estats fisiològics diferents entre ells.

## Identificació i aïllament

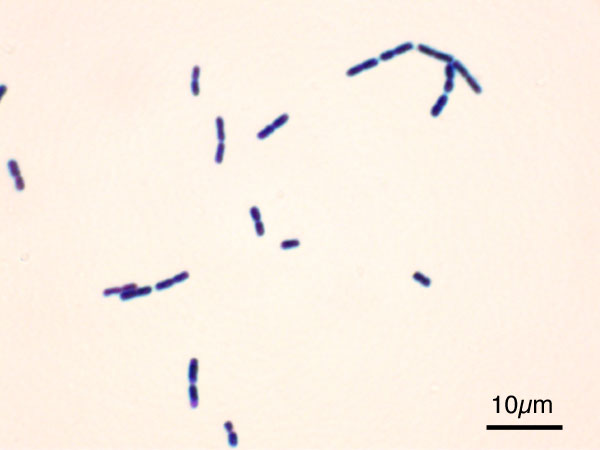
Bacillus cereus tenyit amb la tinció diferencial de gram

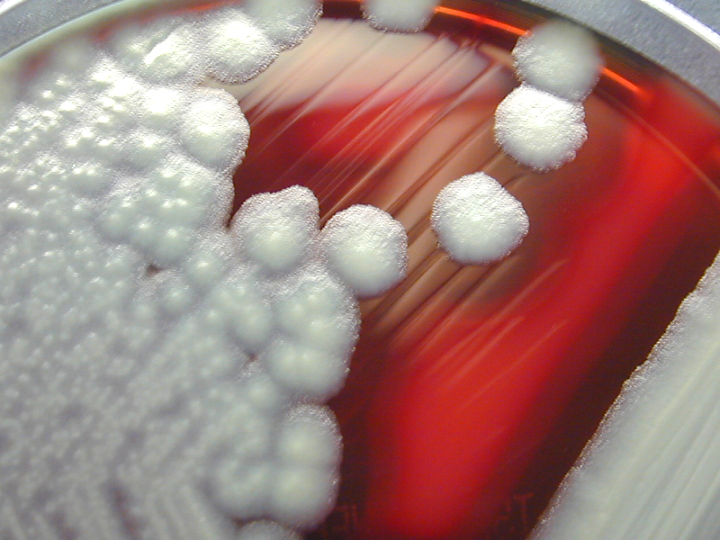
Colònies de Bacillus cereus en agar sang per l'estudi de l'activitat beta-hemolítica.

Les característiques morfològiques, fisiològiques i físiques de les colònies i dels bacteris ens permeten la seva identificació:
- Característiques morfològiques del microorganisme: Presenta una morfologia bacil·lar amb un diàmetre de aproximadament 1,3 μm i una longitud d'uns 3 a 5 μm, amb els extrems arrodonits. Té motilitat gràcies als seus flagels perítrics, de número indefinit. A més, és formador d’espores, les quals poden ser centrals o paracentrals.
- Característiques morfològiques de les colònies: Les colònies tenen una mida mitjana, de forma arrodonida, convexes i blanquinoses.[10]
- Característiques fisiològiques dels bacteris: Són anaerobis facultatius, motils i halòfils, poden créixer en concentracions de 6,5% NaCl. El seu pH òptim és d’entre 4,3 i 9,3, i sobreviu en ambients amb una activitat de l’aigua (Aw) d’entre 0,912 i 0,950. Tot i ser un bacteri mesòfil (sobreviu entre 10-48 °C, amb òptims entre 28-35 °C), s'han trobat soques psicròfiles, que creixen a temperatures aproximades de 5 °C.[11][12] El seu temps de generació és d’entre 18 i 27 min.
- Característiques bioquímiques: Són oxidasa positius, catalasa positius, beta-hemolítics, i realitzen un metabolisme fermentatiu. Són capaços d'hidrolitzar gelatina, aesculina, caseïna, tween 40, tween 60 i tween 80.

| Test             | Resultat |
| ---------------- | -------- |
| Roig metil       | -        |
| Voges-Proskauer  | +        |
| Indol            | -        |
| Producció de H₂S | -        |
| Ureasa           | V        |
| Nitrat reductasa | +        |
| β-galactosidasa  | -        |

+ = positiu, - = negatiu, V = variable.
| Compost   | Glicerol | Galactosa | D-Glucosa | D-Fructosa | D-Mannosa | Mannitol | N-Acetilglucosamina | Amigdalina | Maltosa | D-Melibiosa | D-Trehalosa | Glicogen | D-Turanosa |
| Producció | +        | V         | +         | +          | -         | +        | +                   | +          | +       | +           | +           | +        | -          |

+ = positiu, - = negatiu, V = variable.

### Aïllament
Per tal de poder realitzar un diagnòstic de presència de Bacillus cereus en mostres tant alimentàries com clíniques, l'ús de medis de cultiu selectius i diferencials poden ser de gran ajuda, tot i que actualment l'ús de tècniques moleculars ha anat en augment (PCR, qPCR i RT-qPCR), per tal de poder donar un diagnòstic més ràpidament.

#### MYP (mannitol, rovell d'ou i polimixina B)
Aquest medi, recomanat i dissenyat per Mossel el 1967, és el més usat per al recompte d'UFC/g aliment. A més, satisfà les necessitats nutricionals de B. cereus gràcies al fet que proporciona nitrogen, vitamines, minerals i aminoàcids essencials perquè hi pugui créixer i desenvolupar-se, gràcies a l'extracte de peptona de carn. L'addició de la polimixina B fa que el medi sigui selectiu, ja que aquesta inhibeix el creixement de la majoria de bacteris gramnegatius presents a la possible microbiota acompanyant de les mostres.
B. cereus és mannitol-negatiu, és a dir, no pot fermentar aquest substrat, fent que el pH no variï i, per tant, no hi hagi un canvi de color del medi, quedant rosa. A més, produeix leicitinasa, poden degradar la leicitina present al rovell d'ou generant un halus de color blanquinós al voltant de les seves colònies. Per tant, les colònies de Bacillus cereus, seran roses i envoltades d'un halo blanquinós.

##### PEMBA(polimixina B, rovell d'ou, mannitol i agar blau de bromotimol)
Desenvolupat per Holbrook el 1980, es tracta d'una variant del medi MYP. És tan selectiu que ens permet detectar, fins i tot, un petit nombre d'espores i cèl·lules vegetatives en presència de grans volums d'altres contaminants en les mostres d'aliments.
És diferencial gràcies a la resistència a la polimixina B (no totes les soques són resistents), l'absència de fermentació de mannitol i la presència de precipitat de leicitina, i selectiu ja que inhibeix el creixement de bacteris gramnegatius gràcies a l'addició del suplement de polimixina B.

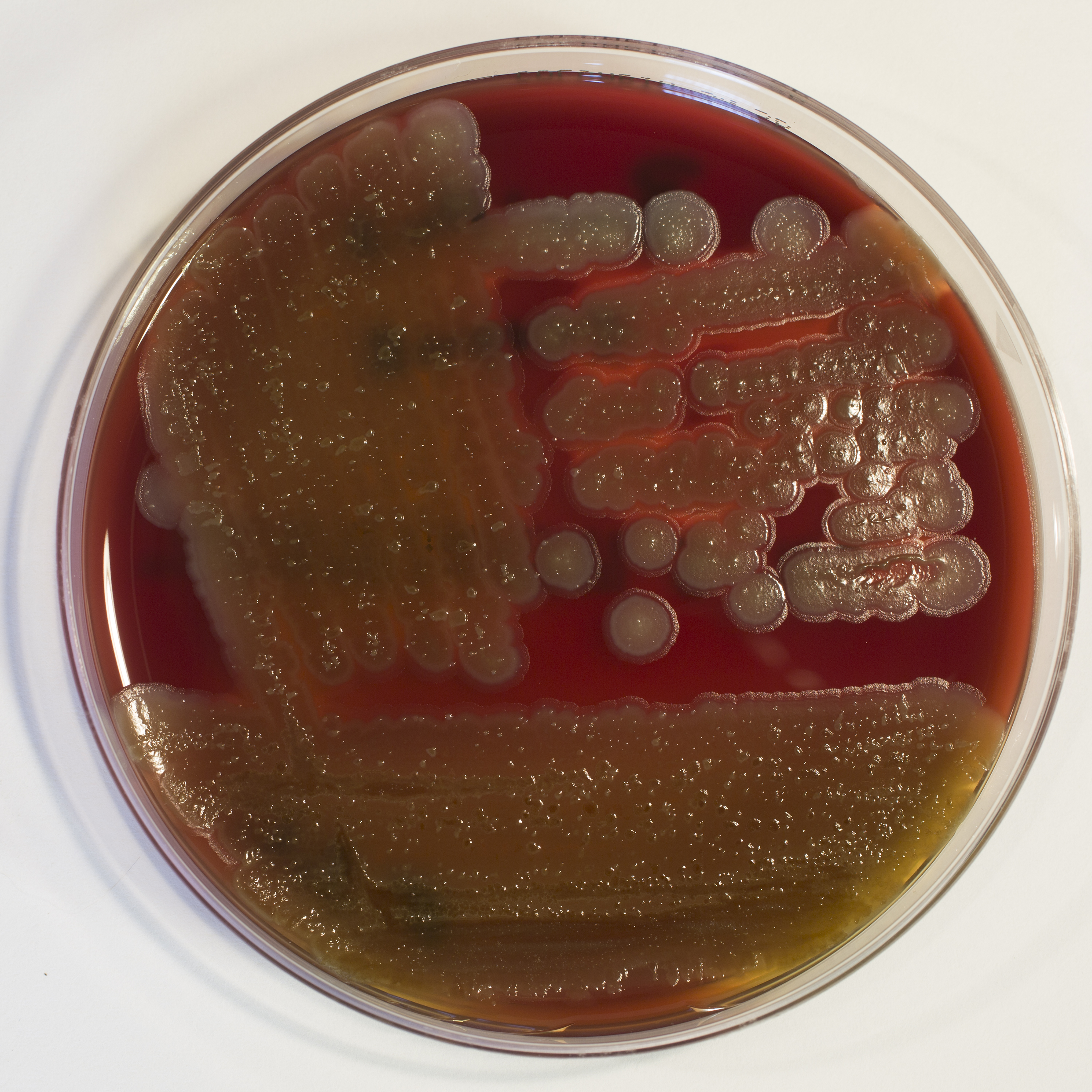
Prova confirmativa per presència de Bacillus cereus per beta-hemòlisi en agar sang.

Les colònies positives per B. cereus seran aquelles que presentin un color blavós i estiguin rodejades d'un halo blau claret (precipitats de leicitina).
Aquest medi no és util per a la detecció de mutants per l'estudi de patogenicitat i virulència de les soques del bacteri, ja que normalment es muta el gen (PlcR), que controla l'expressió dels enzims que permeten el viratge de color i, per tant, podem tenir falsos negatius.

#### Mètodes normalitzats ISO
Es tracta d'una altra varietat del medi MYP, ja que està basat en l'aparença de les colònies en aquest mateix medi (rosa amb un halo blanquinós al seu voltant) i la capacitat β-hemolítica en sang d'ovella com a prova confirmativa, pel recompte cel·lular a 30 °C. Caldrà una posterior prova confirmativa ja que no podrem diferenciar B. cereus d'altres microorganismes que siguin propers a ell filogenèticament, com els del grup Bacillus cereus. Haurem de tenir en compte les característiques fisiològiques i bioquímiques de cadascuna de les espècies, a més de tenir en compte d'on prové la mostra a analitzar.

## Patogènia i factors de virulència

### Enterotoxines diarreiques
Bacillus cereus produeix 3 principals enterotoxines (CytK, Nhe i Hbl). Aquestes causen intoxicacions alimentàries diarreiques, i es formen durant el creixement vegetatiu del bacteri a l'intestí prim.
L'expressió de les enterotoxines està regulada pel sistema de quorum sensing PlcR. L'activitat del PlcR depèn del PapR (pèptid d'activació del PlcR), proteïna secretada per la via SecA i reincorporada per la via de transport Opp (oligopèptid permeasa).
L'expressió de Hbl i Nhe també està controlada per repressió per catabolit. Segons les característiques del medi, les proteïnes CcpA s'uneixen als llocs cre (elements sensibles al catabolisme), i interactuen amb els seus efectors al·lostèrics, regulant negativament l'expressió dels gens. Per exemple, en anaerobiosi, l'expressió dels complexos Hbl i Nhe es reprimeix si les concentracions de glucosa són elevades.
- Citotoxina K (CytK): Proteïna de 34 kDa, de la família de les toxines en forma de barril ß, similar a la ß-toxina de Clostridium perfringens, i a les leucocidines de Staphylococcus aureus. Aquesta, s'uneix a les bicapes lipídiques en forma d'heptàmer, i crea porus de 7Å de diàmetre.[18] A més, té activitat necròtica i hemolítica.

- Enterotoxina no hemolítica (Nhe): Proteïna composta per tres components, formadora de porus. És l'única enterotoxina que es troba en totes les toxiinfeccions alimentàries diarreiques i, per tant, es creu que és la més important en aquest procés de patogènia. Està formada per les subunitats NheA (41 kDa), NheB (30 kDa) i NheC (40 kDa).[19] NheB i NheC s'uneixen a la superfície cel·lular, i posteriorment NheA s'acobla, provocant la formació d'un porus i, per tant, la lisis cel·lular.[10] Cada una de les proteïnes del complex Nhe és homòloga a una de les del complex Hbl, la qual cosa va facilitar el seu estudi. A més, posseeix similitud estructural amb la toxina ClyA d'Escherichia coli, que també és formadora de porus en membranes lipídiques.[20] Els tres components del complex Nhe estan codificats a l'operó policistrònic nhe (3,7 Kb), i no es troben en proporció 1:1:1, sinó que s'han detectat en ratios de 10:10:1 quan el complex estava funcionant de manera òptima. Això és perquè entre les regions codificants nheB i nheC trobem una estructura secundària en loop, encarregada de regular la traducció de la NheC.

- Hemolisina BL (Hbl): Va ser la primera descrita. És una hemolisina amb activitat enterotoxina, tot i que també té activitat dermonecròtica i de permeabilització vascular. Està formada per tres components, les proteïnes B, L1, i L2. Les tres subunitats proteiques del complex Hbl es codifiquen en l'operó policistrònic hbl (5 Kb). No es coneix el seu mecanisme d'acció, hi ha dues teories principals:
  - La proteïna B té funció d'unió a les cèl·lules diana, i les proteïnes L tenen funció de lisis.[21]
  - Tots els components de l'hemolisina BL s'uneixen per separat a les cèl·lules diana, i posteriorment formen un complex d'atac a la membrana amb mecanisme de lisi osmòtica.[22]

### Toxina cereulida o toxina emètica
La toxina emètica, també anomenada cereulida, està codificada als plasmidis de B. cereus', i és la causant de les malalties emètiques per intoxicació alimentària. Aquesta toxina, a diferència de l'anterior, està pre-formada durant el seu creixement en els aliments.
Té una estructura anular, de 3 repeticions de la seqüència (D-O-Leu-D-Ala-L-O-Val-L-Val)3, formada per aminoàcids i oxoàcids. Aquesta no és antigènica, i és molt resistent a l'autoclavatge i a un ampli rang de pH. Està produïda per la cereulida-sintetasa (Ces), i és un pèptid sintetitzat enzimàticament, no un producte gènic directe.
Aquesta causa la inhibició de l'activitat mitocondrial, i s'uneix als receptors 5-HT3, també anomenats receptors de la serotonina. Aquests són canals iònics regulats per lligands (LGIC), i es componen de cinc subunitats disposades simètricament envoltant un porus central conductor d'ions. Els podem trobar tant en el sistema nerviós perifèric, com al central, i tenen una gran varietat de funcions, tant simpàtiques, parasimpàtiques, com sensorials. A més, són els principals causants de l'èmesis, ja que regulen la transferència d'informació del tracte gastrointestinal, el seu peristaltisme, i algunes àrees de la tija cerebral relacionades amb el reflex del vòmit.
| Propietat                           | Toxina emètica          |
| ----------------------------------- | ----------------------- |
| Massa molecular                     | ± 5 kDa                 |
| Estructura                          | Pèptid cíclic           |
| Punt isoelèctric                    | Sense càrrega           |
| Estabilitat tèrmica                 | 90 min a 126 °C         |
| Estabilitat al pH                   | Estable entre pH 2 i 11 |
| Estabilitat a les proteases         | Tripsina i pepsina      |
| Producció: medi òptim               | Llet i arròs            |
| Producció: temperatura òptima       | 25 - 30 °C              |
| Activitat biològica en primats vius | Èmesis, 1 - 5h          |

### Espores

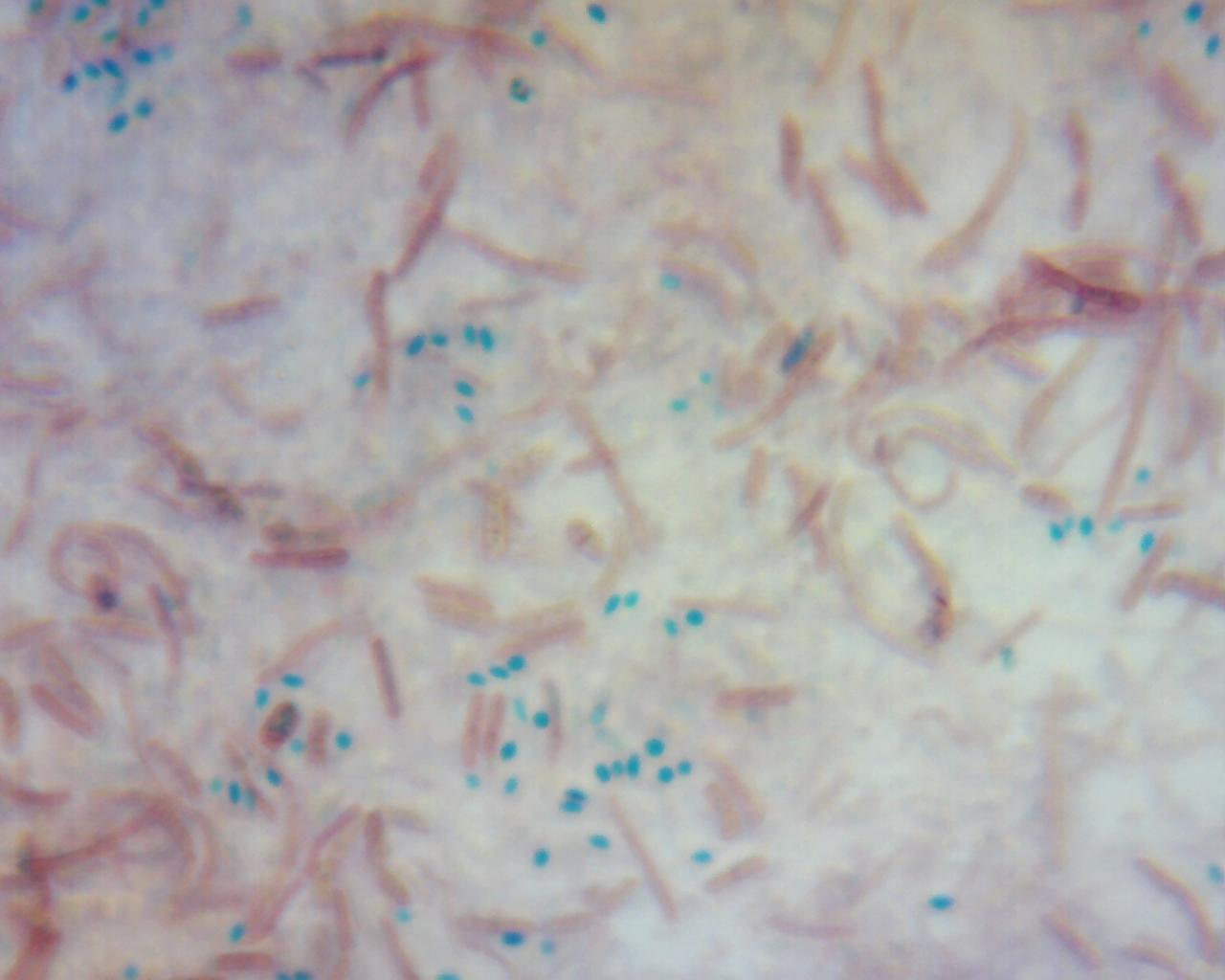
Bacillus cereus amb tinció Schaeffer-Fulton per a la visualització d'espores

Les espores són estructures de resistència enfront condicions desagradables. Són altament hidròfobes (les més hidròfobes de tots els Bacillus), per tant s'adhereixen a superfícies, facilitant la seva transmissió. A més, són resistents a la pasteurització de la llet, causant problemes en molts productes làctics. Així mateix, les espores de B. cereus poden tenir pilis o altres apèndixs per a una millor adhesió a superfícies i cèl·lules epitelials, la qual cosa dificulta la seva eliminació.
La morfologia i disposició de les espores en espècies de Bacillus són un criteri de classificació taxonòmica, així com la seva resistència, que varia segons el serotipus. La germinació de les espores rere el passatge gàstric és un prerequisit perquè aquest bacteri pugui causar la malaltia diarreica.

### Altres
Bacillus cereus també és capaç de produir fosfolipases C, com:
- Fosfatidilcolina hidrolasa (23 kDa): amb la que hidrolitza fosfatidilcolina, fosfatifiletanolamina i fosfatidilserina.
- Fosfatidilinositol hidrolasa (29-35 kDa): amb la que trenca el fosfatidilinositol i altres derivats.
- Esfingomielinasa (29 kDa): amb la que trenca l'esfingomielina en fosfocolina i ceramida.

Totes aquestes indueixen la desgranulació dels neutròfils, i per tant, l'alliberació d'enzims que agreugen el dany tissular.

## Importància alimentària

### Aliments associats
Entre els aliments més susceptibles a ser contaminats per B. cereus s'inclouen els preparats llestos per al consum, ja siguin elaborats amb carn, peix, arròs o pasta, els aliments amb llet i derivats làctics, aliments infantils (llet en pols, cereals) i en espècies. Com que B. cereus produeix uns enzims del tipus amilasa, s'ha demostrat que freqüentment es troba contaminant aliments amb alts continguts de midó. Gràcies a aquestes amilases és capaç d'hidrolitzar aquest carbohidrat i utilitzar-lo com a font de carboni per al seu creixement.

### Intoxicació alimentària perBacillus cereus
Una toxiinfecció alimentària es defineix com qualsevol malaltia de naturalesa tòxica o infecciosa causada pel consum d'aliments o líquids, referit a les causades per bacteris, virus o paràsits. En el cas de B. cereus, al ser productor de diferents toxines, pot ser responsable de dues síndromes.

#### Síndrome emètica
Simptomatologia semblant a l'originada per Staphylococcus aureus. Es caracteritza per nàusees agudes i vòmits, enrampades intestinals i malestar general. Aquests es desenvolupen notablement entre la primera mitja hora i les 5 hores posteriors al consum de l'aliment que contenia la toxina cereulida pre-formada. Els símptomes solen desaparèixer en menys de 24 hores i no es tracta d'una malaltia transmissible.
La toxina provoca èmesis a través de la unió amb el receptor de la serotonina, aconseguint l'estimulació del nervi vague o X parell cranial, el qual envia la informació al cervell i acaba provocant el vòmit. Els símptomes apareixen amb una major rapidesa que no pas l'altra síndrome ja que la producció de la toxina es duu a terme durant la fase estacionaria del creixement del microorganisme i que aquesta es va acumulant en l'aliment, és a dir, està pre-formada. La toxina afecta diferents tipus de cèl·lules humanes i en alguns casos es poden produir complicacions més greus com una fallada hepàtica reversible.

#### Síndrome diarreica
Simptomatologia semblant a l'originada per Clostridium perfringens. Es caracteritza per una diarrea líquida i aquosa, dolor abdominal que apareix a les 6-15 hores després de la ingesta dels aliments contaminats amb el bacil, ja que la producció de l'enterotoxina succeeix a l'interior de l'intestí prim de l'hoste. El període d'incubació sol durar unes 10 hores de mitjana. En alguns casos s'han arribat a experimentar nàusees i febre, tot i que no son símptomes que caracteritzin la síndrome. Aquestes manifestacions solen desaparèixer a les 24 hores.

### Transmissió i fonts de contaminació
La principal font de contaminació per Bacillus cereus és el sòl, on trobem una concentració entre 103 i 10⁵ espores per gram. La presència del bacil a les matèries primeres es considera quasi inevitable gràcies a la remarcable resistència de les seves espores a tractaments tèrmics i processaments d'aliments deshidratats com ho són la pasteurització, la cocció, l'assecatge i la polvorització. Tanmateix, l'elevada capacitat d'adhesió de les espores, també afavoreix aquesta persistència i la possibilitat de convertir la maquinària i els equips en reservoris d'espores.
La transmissió del bacteri es pot donar per diferents vies, la principal i més important és la d'aliments a persones, ja sigui pel consum d'aliments contaminats amb B. cereus com per les seves espores i/o toxines. També trobem la que es dona d'animals a persones, deguda a una contaminació creuada durant el processament de les matèries primeres a les indústries alimentàries o durant el cuinat a la llar. Finalment, pot ocórrer la transmissió de persones a aliments, que es pot donar per una manipulació en condicions no higièniques per part de persones portadores de B. cereus.
Dins dels grups d'alt risc a patir la malaltia trobem a pacients immunodeprimits, aquells que presenten un sistema immunitari dèbil com els nadons i la població infantil menor de 5 anys, les persones més grans dels 60 anys, els malalts de càncer o els diabètics, els portadors de VIH o pacients tractats amb corticoesteroide entre d'altres. Aquestes persones presenten un risc més elevat que en el cas que patissin una intoxicació, els símptomes desencadenessin en problemes de salut greus com una insuficiència hepàtica (toxina emètica) o en una enteritis necròtica (enterotoxina).

### Control i prevenció
Els principals factors predisposants que contribueixen a la contaminació dels aliments tant per B. cereus com per les seves toxines, inclouen principalment la cocció a temperatures no restrictives per al microorganisme, així com unes condicions higièniques deficients en el processament i la preparació dels aliments o a través d'equips contaminats.
Encara i que una cocció a altes temperatures no sigui garantia de la innocuïtat de l'aliment, ja que les espores són resistents i a més són capaces de germinar en el moment en el qual hi ha un descens d'aquestes, es considera que disminueix un nombre considerable de vegades la probabilitat que les espores formin part de l'aliment final.
A fi de controlar la possible presència del bacil en l'àmbit de la restauració i l'hostaleria, es poden aplicar diferents mesures que minimitzin el suposat risc. Dues de les més rellevants consisteixen en la refrigeració a una temperatura de 4 °C dels plats calents que no siguin de consum immediat o si no, de la seva conservació a 65 °C fins al moment de ser consumits, i en l'ús d'ingredients semi-elaborats com l'arròs, la pasta o els brous per la preparació de plats al llarg del dia, els quals, després de la seva elaboració, cal que es refredin ràpidament.
D'altra banda, a escala d'indústria alimentària també cal tenir en compte un seguit de mesures amb la finalitat de prevenir la contaminació i el creixement de B. cereus. Aquestes serien:
- Selecció de matèries primeres de les quals la concentració de B. cereus sigui inferior a 103/g.
- Conservació i manipulació de matèries primeres, semi-elaborades i productes elaborats a una temperatura inferior als 7 °C.
- Com que el creixement es veu limitat a un pH inferior a 5'5 i resulta inviable en unes condicions de pH inferior a 5 i activitat de l'aigua inferior a 0'93, cal abaixar-los en l'aliment elaborat.
- Realitzar una neteja dels equips amb tractaments antimicrobians que eliminen les restes de biofilms.
- Mantenir un control dels temps d'emmagatzematge dels productes elaborats per evitar que passin llargs períodes on el bacteri pugui créixer.

#### Dosi infectiva
La dosi es refereix al nombre de microorganismes o toxines necessàries per causar la malaltia. En el cas de la dosi mínima infecciosa perquè es desencadeni un quadre emètic és de 10⁵-108 B. cereus per gram d'aliment. D'altra banda, la dosi infectiva perquè es produeixi un quadre diarreic pot variar entre 104 i 1011, depenent de la virulència de soca. Segons l'Agència Catalana de Seguretat Alimentària (ACSA), es considera que una concentració de 104 espores o cèl·lules per gram suposen un possible risc per a la salut. Així i tot, els nivells de B. cereus que representen un risc per a la salut dels consumidors depenen considerablement de la soca a la qual pertanyin.

#### Marc normatiu
Les empreses alimentàries han de complir els criteris de seguretat alimentària relatius a B. cereus en els aliments de major risc establerts en el Reglamento (CE) 2073/2005, DE LA COMISIÓN de 15 de noviembre de 2005 relativo a los criterios microbiológicos aplicables a productos alimenticios, així com a les seves modificacions posteriors.
| Categoria del producte | Pla de mostreig | Pla de mostreig | Límits microbiològics (ufc/g o mL) | Límits microbiològics (ufc/g o mL) | Fase a la que s'aplica el criteri | Legislació o recomanació                        |
| Categoria del producte | n               | c               | m                                  | M                                  | Fase a la que s'aplica el criteri | Legislació o recomanació                        |
| --- | --------------- | --------------- | ---------------------------------- | ---------------------------------- | --------------------------------- | ----------------------------------------------- |
| Brous, consomés, sopes i cremes                                                                                               | 5               | 2               | 10²                                | 103                                | Final del procés de fabricació    | (R.D. 2452/98, B.O.E 24/11/98)                  |
| Cereals en flocs o expandits                                                                                                  |                 |                 | 10                                 |                                    | Final del procés de fabricació    | (R.D. 1094/87, B.O.E 8/9/87)                    |
| Preparats deshidratats per a lactants i aliments dietètics deshidratats destinats a ús mèdic per a lactants menors de 6 mesos | 5               | 1               | 50                                 | 500                                | Final del procés de fabricació    | Reglamento 365/2010 D.O.U.E.29/04/2010          |
| Espècies (Capsicum spp, nou moscada, i altres espècies i herbes)                                                              | 5               | 1               | 103                                | 104                                | Final del procés de fabricació    | Recomendación Comisión UE 2004/24/CE.           |
| Galetes simples | 5               | 0               | Absència                           | Absència                           | Final del procés de fabricació    | RD 1124/82 BOE 4/6/82.                          |
| Galetes farcides o cobertes                                                                                                   | 5               | 0               | Absència                           | Absència                           | Final del procés de fabricació    | RD 1124/82 BOE 4/6/82.                          |
| Ús de betaglucans de llevat com a nou ingredient alimentari                                                                   |                 |                 | 10²                                |                                    | Final del procés de fabricació    | Decisión de Ejecución de la Comisión 2017/2078. |
| Nou aliment de pols de llavors de xia (Salvia hispanica)                                                                      |                 |                 | 50                                 |                                    | Final del procés de fabricació    | Reglamento 2020/500 DOUE 7/4/2020.              |
| Tomàquet fregit |                 |                 | 10                                 |                                    | Final del procés de fabricació    | RD 858/84 BOE 10/05/84.                         |
| Té i derivats |                 |                 | 103                                |                                    | Final del procés de fabricació    | RD 1354/83 BOE 27/05/83 BOE 14/07/84.           |

n: nombre d'unitats de mostra d'un lot que han de ser examinades per a poder tenir en compte els resultats.
c: nombre d'unitats de la mostra, de les quals el nombre de microorganismes podrà situar-se entre m i M i la mostra continuarà considerant-se acceptable, sempre que la resta es situïn en valors inferiors o iguals a m. En el cas d'excedir el límit, el lot s'haurà de rebutjar, però no implica la seva destrucció.
m: valor llindar del nombre de bacteris. És el nombre màxim d'unitats formadores de colònies (ufc) o de nombre més probable (NMP) sobre gram o mil·lilitre d'aliment. El resultat es considerarà satisfactori si totes les unitats de les quals es compon la mostra tenen un número inferior o igual a m. Aquest valor està associat a les Bones Pràctiques de Manufactura.
M: valor límit del nombre de bacteris. És la quantitat d'unitats formadores de colònies (ufc) o de nombre més probable (NMP) sobre gram o mil·lilitre d'aliment que s'utilitza per separar la qualitat marginalment acceptable de la inacceptable. El resultat es considerarà NO satisfactori si una o més unitats de les que es compon la mostra tenen un número igual o superior a M. El valor de M és alt, ja que el seu assoliment representa un perill definitiu i un deteriorament evident.
ufc: unitat formadora de colònies.
En cas que els resultats no siguin satisfactoris, cal aplicar mesures de millora en la higiene de la producció, prevenció d'una possible recontaminació i revisió de la selecció de les matèries primeres.

## Infeccions no alimentàries
Les infeccions per B. cereus no gastrointestinals són majoritàriament de caràcter oportunista, a través d’una ferida, d’un catèter, o de l’ús de xeringues per a la injecció de drogues. Destaquen:
- Malalties del tracte respiratori:
  - Superior: Infeccions per inhalació d’espores o per contaminació alimentària amb la forma vegetativa.[36] Les cèl·lules poden quedar a solcs i ferides de la mucosa, i des d’allà produir toxines. L'adherència de les espores es veu afavorida pels apèndixs que presenten, que faciliten la invasió.[37]
  - Inferior: Infeccions per soques de B. cereus portadores de gens que codifiquen toxines plasmídiques de B. anthracis.[38]
- Infeccions nosocomials: Infeccions per espores i cèl·lules a partir de la seva disseminació per la ventilació, guants, tubs o catèters. En aquests últims, la formació de biofilms té un rol molt important.[39]
- Infeccions oculars: Destaquen l'endoftalmitis, queratitis, i panoftalmitis.[40] En el cas de B. cereus, la infecció progressa ràpidament per l'activitat de les toxines i per la motilitat en swarming o en eixam de les cèl·lules, destruint el teixit ocular, i fins i tot produint la pèrdua de l’ull. Les infeccions oculars per aquest bacteri poden ser endògenes (per una contaminació a través del flux sanguini) o exògenes (causades per la infecció de l’ull a partir d’una ferida en aquest, o després d’una cirurgia). També es pot transmetre a partir de la injecció intravenosa de fàrmacs, com la vitamina B, produïts en cultius de B. cereus purs, a través de transfusions sanguínies, o a través de l’ús de drogues infectades.[41] Per a prevenir aquestes, també és rellevant una bona higiene i cura de les lents de contacte.[42]
- Infeccions del sistema nerviós central (SNC): Incloent meningitis, meningoencefalitis, hemorràgia subaracnoidal, i abscessos cerebrals en pacients immunodeprimits, sobretot en aquells que reben tractament quimioterapèutic. En molts altres casos, les infeccions per B. cereus del SNC poden provenir d’una prèvia infecció gastrointestinal.[43][44]
- Infeccions semblants a la gangrena gasosa: Semblant a la produïda per C. perfringens.[45]
- Infeccions cutànies: Bacillus cereus és un bacteri ubiqüitari, per tant la seva dispersió és molt variada. Això facilita la contaminació de ferides i traumes cutanis.[46]Una altra possibilitat és la infecció a partir de material de primers auxilis contaminat.[47]A més a més, aquest bacteri també pot causar infeccions cutànies primàries, sense el contagi d’una ferida prèvia. En aquests casos, les espores penetren per microabrasions cutànies de mans i peus, germinen, i elaboren toxines, que causen els símptomes cutanis. El seu diagnòstic és complicat, ja que no solen ser monobacterianes
- Endocarditis: Majoritàriament en casos amb penetració intravascular del bacteri, ja sigui per l’ús de drogues, o per dispositius mèdics intravasculars, i en pacients amb problemes cardíacs.
- Osteomielitis: Infeccions òssies, que poden ser monobacterianes, o amb un co-patogen, com per exemple Staphylococcus aureus.[48]
- Infeccions del tracte urinari: Per la formació de biofilms a catèters urinaris.[49]

## Tractaments i susceptibilitat a antibiòtics
La majoria són resistents a penicil·lines i cefalosporines, ja que produeixen ß-lactamases. A més, hi ha soques resistents a eritromicina, tetraciclina i carbapenem. Per altra banda, s'ha observat sensitivitats variables en altres antibiòtics com macròlids, clindamicina, tetraciclina i vancomicina.
Els estudis mostren que la resistència en les diferents soques no té correlació amb la seva taxonomia. En el cas de sospita d'infecció per B. cereus serà necessari tractar al pacient amb teràpia empírica mentre s'espera al perfil de susceptibilitat a antibiòtics.

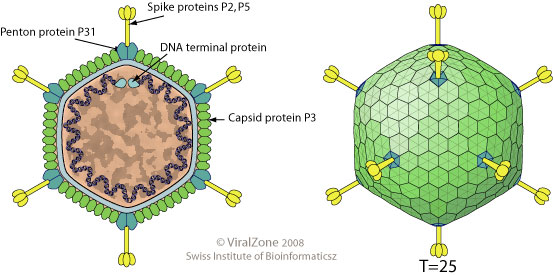
Estructura dels Tectiviridae

## Bacteriòfags
Bacillus cereus, així com altres espècies del seu grup, poden ser infectats per bacteriòfags de la família dels Tectiviridae, específicament per GIL01, Bam35, GIL16, AP50, i Wip1. Aquests són fags amb envolta i càpsida icosaèdrica, dins de la qual hi ha 15 Kb d’ADN de doble cadena. Són temperats, és a dir, que poden dur a terme el cicle lisogènic.